# MOODYZ
MOODYZ（ムーディーズ）は、日本のアダルトビデオメーカー。
エスワン (S1) とともにWILLを代表する総合メーカーである。

## 沿革
2000年、北都の「Mr.プレジデント」部門がメーカー化。メーカー名はMr.プレジデントで単体女優を扱っていた「MOODYS」レーベルに由来しているが、格付け会社の「Moody's」社からのクレームを避けるためか、語尾が「s」から「z」に変更されている。
MOODYZ第1作は当時の人気女優でインディーズ初登場の金沢文子・鈴木麻奈美などが出演した「Chaos-色情四姉妹-」（2000年9月リリース）。発足記者会見ではガダルカナル・タカが司会を務めるなど当初から話題を振りまいた。
引退していた小沢まどかを2001年9月に復活させるなど、他社（主にビデ倫メーカー）で活躍していた人気女優がメインだが、2002年頃から、紋舞らん・nana・南波杏などMOODYZでデビューした女優も人気を獲得するようになる。
『ビデオメイトDX』2004年5月号（コアマガジン）での「読者が選ぶ人気メーカーランキング」ではそれまで3年超首位を保っていたソフト・オン・デマンドを押しのけ首位となるなど、人気メーカーへと駆け上がった。
AVライターのくろがね阿礼は2014年にデビューした初川みなみがひとつのイメージを作り上げたと分析しており、以降の傾向を「この子を絶対に売るんだ!というパッケージではなく、女子大生をそのまま映したみたいなオーガニック感が魅力」とブランドイメージを述べている。制作部部長のインタビューによるとエスワンとの大きなブランドカラーの違いは企画力と述べており、作品が専属女優だけで構成されるエスワンと異なり、企画単体女優の起用も多いのが特徴。
2003年からは、「スタイルアート（style art）」「溜池ゴロー」「EDGE」といった外部の制作会社によるレーベルが発足。これらのレーベルはのちにメーカーとして独立している。
2005年4月より原則として全作品が「デジタルモザイク」化。同年6月にはモザイクの範囲を従来のデジタルモザイクより狭くした「ハイパーデジタルモザイク」が登場している。
2005年9月、5周年を機にロゴ・レーベルを一新。5周年記念特別作品「エロスの王宮」（小森美樹・綾乃梓・姫咲しゅりなど出演、KINGDOM監督）がリリースされた。以降、KINGDOM監督により「超大作シリーズ」として2006年には「エロスの地獄」、2007年には「エロスの宇宙」が制作されている。
2016年4月より、Youtubeに「チャンネルMOODYZ」を設立。2022年8月には『ソープ部を新たにつくった生徒会長がエッチな衣装で大奮闘』シリーズおよび『一度射精してもヌイてくれる回春エステ』が、「令和のテッパンシリーズ」として週刊プレイボーイで誌面特集された。
2022年11月1日から12月2日までの1カ月間、専属女優を含む33名の女優を桃組、白組の2組に分け、デジタル写真集やグッズ、AV GAMESのビデオゲーム出演等でキャンペーン活動を行う（桃組＝新ありな、八木奈々、白桃はな、宮下玲奈、沙月恵奈、花狩まい、石原希望、松本いちか、水卜さくら、葵いぶき、神宮寺ナオ、AIKA、工藤ララ、渚みつき、九野ひなの、吉根ゆりあ、百瀬あすか。白組＝七沢みあ、石川澪、乙アリス、五芭、小野六花、さつき芽衣、篠田ゆう、宍戸里帆、東條なつ、大槻ひびき、倉本すみれ、花音うらら、中山ふみか、一宮希帆、波多野結衣、姫咲はな）。
2023年6月には恋人同士のデート気分を味わえる『初めてのお泊りデート』シリーズと、事前に1か月禁欲させ、撮影中は男優を複数用意し、ノンストップで絶頂させるハード作品『禁欲アクメ』シリーズが、新テッパンシーズとして週刊プレイボーイで特集された。
2025年にはかつての看板ぶっかけシリーズ『ドリームウーマン』を約10年ぶりに復活させた。週刊プレイボーイおよびFANZAニュースでは同シリーズを「ぶっかけの金字塔」と表現している。八木奈々5周年記念作品であり、プロデューサーの智子と監督の麒麟から八木奈々に対して「ドリウーを復活させるのに、八木奈々5周年記念がピッタリ」という熱弁があった。

## 主なレーベル
2024年10月現在。
- DIVA→MOODYZ DIVA（専属女優レーベル）
- BEST→MOODYZ Best（総集編レーベル）
- MOODYZ Fresh（企画単体女優扱いのデビューレーベル）
- みんなのキカタン（企画単体レーベル）
- MOODYZ VR（VR作品）
- REAL→MOODYZ REAL（複数出演作品専門のレーベル）
- まんきつ（同人漫画・ゲームの実写作品のレーベル）
- きれいなお姉さんは好きですか

### 過去のレーベル
- acid（2019年1月よりみんなのキカタンに移行）
- Gati
- VALUE（定価が1980円と通常作品より廉価に設定されている）
- Q

## 専属女優
太字は現在所属の女優。
2002年
- 金沢文子 （かなざわぶんこ、2002年 8月 - 2004年、移籍）

2003年
- 吉永ゆりあ （よしながゆりあ、2003年 9月 - 2004年 8月）
- 彩名杏子 （あやなきょうこ、2003年 6月 - ）

2004年
- 紅音ほたる （あかねほたる、2004年11月 - ）
- 青木玲 （あおきれい、2004年 1月 - ）

2005年
- 天衣みつ （あまいみつ、2005年 5月 - ）
- 持田茜 （もちだあかね、2005年 5月 - ）
- 乃亜 （のあ、2005年 2月 - ）

2006年
- 峰なゆか （みねなゆか、2006年 1月 - ）

2007年
- 浜崎りお （はまさきりお、2007年11月 - ）

2008年
- 松嶋れいな （まつしまれいな、2008年 8月 - ）
- 西野翔 （にしのしょう、2008年 3月 - 2011年 7月）
- 大橋未久 （おおはしみく、2008年 1月 - ）

2009年
- きよみ玲 （きよみれい、2009年12月 - ）
- 桃野なごみ （もものなごみ、2009年 9月 - 2010年 3月）
- 美月 （みづき、2009年 6月 - ）
- 亜梨 （あり、2009年 2月 - ）

2010年
- 仁科百華 （にしなももか、2010年12月 - ）
- 周防ゆきこ （すおうゆきこ、2010年 8月 - 2011年 7月、2014年 4月 - 2016年 6月）
- 芦名未帆 （あしなみほ、2010年 7月 - ）
- 篠めぐみ （しのめぐみ、2010年 7月 - ）
- 大沢美加 （おおさわみか、2010年 6月 - ）
- 七色あん→乃々果花　（なないろあん→ののかはな、2010年6月 - 2016年4月）
- 桐原エリカ （きりはらえりか、2010年 5月 - ）
- 佐山愛 （さやまあい、2010年 4月 - ）

2011年
- ももかさくら （ももかさくら、2011年 5月 - ）
- 菅野さゆき （かんのさゆき、2011年 3月 - 2017年）

2012年
- JULIA （じゅりあ、2012年 2月 - ）

2013年
- つぼみ （つぼみ、2013年9月 - 2021年9月、専属以前にも企画単体女優として出演歴あり）
- 西川ゆい （にしかわゆい、2013年5月 - 2015年8月）
- 尾上若葉 （おのうえわかば、2013年1月 - 5月、以降企画単体女優として出演歴あり）

2014年
- 神咲詩織（かみさき しおり、2014年 4月 - 2017年 5月）
- 初川みなみ（はつかわ みなみ、2014年 3月 - 2022年 5月）
- 森田まゆ（もりた まゆ、2014年 3月 - ）
- 秋山祥子（あきやま しょうこ、2014年 2月 - 2019年10月）

2015年
- 伊東ちなみ（いとう ちなみ、2015年10月 - 2018年11月）

2016年
- 西宮このみ（にしみや このみ、2016年11月 - 2017年12月）
- 高橋しょう子（たかはし しょうこ、2016年 9月 - 2022年 5月）
- 千早希（ちはや のぞみ、2016年7月 - ）

2017年
- 九重かんな（ここのえかんな、2017年1月 - 2018年6月）
- ANRI（2017年2月 - 9月、MUTEKIから移籍）[11]
- 七沢みあ（ななさわみあ、2017年11月 - ）

2018年
- 仲村みう（なかむら みう、2018年1月 - 、MUTEKIから移籍）
- 二宮ひかり（にのみや ひかり、2018年9月 - 2019年3月）
- 有季なお（ゆうき なお、2018年11月 - ）
- 志田雪奈（しだ ゆきな、2018年12月 - 2019年5月）
- 水卜さくら（みうらさくら、2018年2月 - 、エスワンから移籍）

2019年
- 由愛可奈（2019年9月 - 2020年7月、専属移籍）
- 日下部加奈（2019年9月 - 2020年12月、専属移籍）
- 藍芽みずき（2019年10月 - 2022年6月、専属移籍）
- 八木奈々（2019年12月 - ）
- 中山ふみか（2019年12月 - 2020年4月、2020年10月 - ）

2020年
- 白坂有以（2020年1月 - 2020年12月）
- 深沢いのり（2020年1月 - 2020年7月）
- 河合ゆい（2020年3月 - 7月、企画単体女優へ転向）
- 小野六花（2020年5月 - ）
- 神宮寺ナオ（2020年5月 - 、専属移籍、以前にも企画単体として出演あり）[12]
- 葵いぶき（2020年6月 - 、2021年5月から10月発売作品までは翼あおい名義で出演）
- 南乃そら（2020年8月 - 11月、企画単体女優へ転向）
- 小春ももこ（2020年9月 - 10月）
- 石原希望（2020年11月 - 、専属転向、以前にも企画単体として出演あり）[13]
- 二宮れい（2020年12月 - 不明）

2021年
- 琴音華（2021年3月 - 2022年10月、企画単体女優へ転向）
- 夢見るぅ（2021年4月 - 2023年5月）[14]
- 石川澪（2021年10月 - ）
- 深田えいみ（2021年10月 - 2022年12月、専属以前にも企画単体女優として出演歴あり）
- 花芽ありす（2021年10月 - 2022年2月、企画単体女優へ転向）
- 明日見未来（2021年11月 - 2023年5月、企画単体女優へ転向）
- 三田サクラ（2021年12月 - 2022年8月、企画単体女優へ転向）

2022年
- 佐久良咲希（2022年2月 - 8月）
- 宍戸里帆（2022年3月 - 2024年12月、企画単体女優へ転向）
- 桜井もえ（2022年3月 - 8月）
- 宮下玲奈（2022年4月 - ）
- 唯奈みつき（2022年4月、専属としては1作品のみ）
- 五十嵐清華（2022年5月 - 10月、企画単体女優へ転向）
- 森千里（2022年6月 - 9月）
- 一宮希帆（2022年8月 - 2023年3月、プレステージへ移籍）
- 九野ひなの（2022年9月 - ）
- 新ありな（2022年9月 - ）
- 五芭（2022年10月 - 2023年11月、アタッカーズへ移籍）
- 小栗みゆ（2022年11月 - 2024年1月、アタッカーズへ移籍）
- 伊織ひなの（2022年11月 - 2023年7月、企画単体女優へ転向）

2023年
- 三崎なな（2023年3月 - 2024年3月）
- 桐夜ゆうは（2023年4月 - 9月）
- 虹色ぐみ（2023年4月 - 9月、企画単体女優へ転向）
- 月雲よる（2023年5月 - ）
- 星七ななみ（2023年5月 - 2024年1月、企画単体女優へ転向）
- 松永梨杏（2023年6月 - 12月）
- 小関むぎ（2023年6月 - 11月）
- 武田もなみ（2023年7月 - 12月）
- 白都四季（2023年8月 - 11月、企画単体女優へ転向）
- 木村好乃美（2023年9月 - 2024年1月）
- 三浜唯（2023年10月 - 2024年12月）
- 七瀬みしろ（2023年10月 - 2024年1月）
- 一心えりか（2023年11月 - 2024年7月）
- 菊池はる（2023年11月 - 2024年1月、企画単体女優へ転向）
- 百田光稀（2023年12月 - ）
- 一色さら（2023年12月 - 2024年2月、Fitchへ移籍）
- 北野未奈（2023年12月[15] - 2024年5月、専属以前にも企画単体女優として出演歴あり）

2024年
- 八森わか菜（2024年1月 - 5月、企画単体女優へ転向）
- 滝冬煇（2024年2月 - 11月、企画単体女優へ転向）
- 森歩乃花（2024年2月 - 3月）
- 鈴音まゆ（2024年2月 - 5月）
- 二羽紗愛（2024年3月 - 12月、マドンナへ移籍）
- 高橋ほなみ（2024年3月 - 10月、企画単体女優へ転向）
- 千川とわ（2024年4月 - 8月、企画単体女優へ転向）
- Himari（2024年4月 - ）
- 宮崎千尋（2024年5月 - 2025年4月）
- 七海那美（2024年5月 - 12月、アタッカーズへ移籍）
- 堀田真央（2024年6月 - ）
- 優木とあ（2024年6月 - 2025年5月）
- 一ノ瀬あおい（2024年7月 - 2025年7月、引退）[16][17]
- 塔乃花鈴（2024年7月 - ）
- 虹村ゆみ（2024年8月 - 12月、企画単体女優へ転向）
- 本城つばさ（2024年8月 - 10月）
- 泉ももか（2024年9月 - ）
- 青山七海（2024年10月 - 2025年3月）
- 白岩冬萌（2024年10月 - ）※内部レーベル『きれいなお姉さんは好きですか』専属[1]
- 工藤ゆり（2024年11月 - 2025年1月、企画単体女優へ転向）※内部レーベル『きれいなお姉さんは好きですか』専属
- 野宮あん（2024年11月 - ）
- 倖月セラ（2024年11月 - 2025年2月）
- 輝星きら（2024年12月 - ）
- 三木環奈（2024年12月 - ）
- 浦上ひのり（2024年12月 - 2025年3月、企画単体女優へ転向）
- うんぱい（2024年12月 - 、エスワンから移籍）

2025年
- あんづ杏（2025年1月 - ）
- 桜ゆの（2025年1月 - ）
- 真白ふわり（2025年2月 - 4月、企画単体女優へ転向）
- 天宮花南（2025年2月 - 、SODクリエイトから移籍）
- 小鈴みかん（2025年2月 - ）
- 小泉なぎさ（2025年3月 - 7月、企画単体女優へ転向）
- 夕木こいろ（2025年3月 - 7月、企画単体女優へ転向）
- 宮地莉央（2025年4月 - ）
- 今井美優（2025年4月 - ）
- 森日向子（2025年4月 - 、専属以前にも企画単体女優として出演歴あり）※内部レーベル『きれいなお姉さんは好きですか』専属
- 朝妃りお（2025年5月 - 、マドンナから移籍）※内部レーベル『きれいなお姉さんは好きですか』専属
- 清水こなつ（2025年5月、専属としては1作品のみ）
- 夕月ゆる（2025年5月 - ）
- 美園和花（2025年5月 - ）※内部レーベル『MOODYZ ニュージーニアス』専属
- 新井リマ（2025年6月 - ）※内部レーベル『MOODYZ ニュージーニアス』専属
- 春陽モカ（2025年6月 - ）※内部レーベル『MOODYZ ニュージーニアス』専属
- 松本いちか（2025年7月 - 、専属以前にも企画単体女優として出演歴あり）
- 純白彩永（2025年7月 - ）
- 海月さな（2025年7月 - ）※内部レーベル『きれいなお姉さんは好きですか』専属
- 知良みか（2025年7月 - ）※内部レーベル『きれいなお姉さんは好きですか』専属
- 辻野ゆい（2025年7月 - ）
- 佐藤衣栞（2025年8月 - ）※内部レーベル『きれいなお姉さんは好きですか』専属
- 八坂凪（2025年8月 - ）
- 夏色みか（2025年8月 - ）
- 川口桜（2025年9月 - ）
- 乃坂ひより（2025年9月 - 、エスワンから移籍）
- 幸村泉希（2025年9月 - ）※内部レーベル『きれいなお姉さんは好きですか』専属

## カバーガール
| 年度 | 1月             | 2月                                      | 3月               | 4月                            | 5月             | 6月               | 7月                                      | 8月           | 9月          | 10月              | 11月                              | 12月                                                         |
| ---- | --------------- | ---------------------------------------- | ----------------- | ------------------------------ | --------------- | ----------------- | ---------------------------------------- | ------------- | ------------ | ----------------- | --------------------------------- | ------------------------------------------------------------ |
| 2000 | -               | -                                        | -                 | -                              | -               | -                 | -                                        | -             | -            | -                 | 吉川みなみ                        | 藤崎彩花                                                     |
| 2001 | 夢野まりあ      | 清水かおり                               | 沢木まゆみ        | 美月ゆいな                     | 林絵理          | 篠原まこと        | 森野いずみ                               | 小泉麻由      | 小沢まどか   | なごみもえ        | 宝来みゆき                        | 百華（中田しこ）                                             |
| 2002 | 岡田りな        | 深田涼子                                 | 新山愛里          | 百華 京野真里奈 紋舞らん Saiko | 瑞穂このみ      | 安来めぐ          | 紋舞らん 京野真里奈 蒼吹雪 藤木那奈 百華 | 西村萌 深芳野 | 南波杏       | 南波杏            | 南波杏                            | 苺みるく 藤森エレナ 佐々木空 デヴィ                          |
| 2003 | 黒崎扇菜        | 京野真里奈 百華 紋舞らん MECUMI 矢田あき | 長谷川瞳 野原りん | 金沢文子 鈴木麻奈美            | 君嶋もえ ゆりあ | 春菜まい 彩名杏子 | 大空あすか                               | 南波杏        | 吉永ゆりあ   | 君嶋もえ ゆりあ   | 南波杏                            | 君嶋もえ 吉永ゆりあ ゆりあ 南波杏                            |
| 2004 | 遥優衣 上原美紀 | 吉永ゆりあ                               | COCOLO            | COCOLO                         | 来生ひかり      | 南波杏 小泉キラリ | 南波杏 遥優衣                            | 野々宮りん    | nana         | 藤崎楓            | 黒沢愛                            | 南波杏                                                       |
| 2005 | 吉岡なつみ      | nana                                     | 吉岡なつみ        | 南波杏 森下くるみ              | 日野鈴          | 早咲まみ          | 沙雪                                     | 山城美姫      |              | 柚木あや          | 神谷りの                          | 鈴木杏里                                                     |
| 2006 | 南つかさ        | 天乃みお                                 | 峰なゆか          | 鈴木杏里                       | 峰なゆか        | 能田曜子          | 佐藤ショコラ                             | ICHIKA        | ICHIKA       | 花宮あみ          | 結川るり                          | 倉持りおな                                                   |
| 2007 | 聖乃マリア      | 峰なゆか 水元ゆうな 妃乃ひかり @YOU      | あいだゆあ        | 青木りん                       | リナ・ディゾン  | 秋原亜由          | EREN                                     | 竹内あい      | 青山菜々     | 峰なゆか 竹内あい | 竹内あい                          | 竹内あい 峰なゆか 青山菜々 @YOU 妃乃ひかり 風間ゆみ はるか悠 |
| 2008 | 浜崎りお        | 南波杏                                   | 南波杏            | 青山菜々                       | 心有花          | 水森れん          | 七瀬ジュリア                             | 水無月レイラ  | 青山菜々     | 小川あさ美        | 鮎川なお 竹内あい 百瀬涼 水城奈緒 | さくら結衣                                                   |
| 2009 | 彩月あかり      | 西野翔                                   | 小峰ひなた        | 小川あさ美                     | 亜梨            | 花井メイサ        | 杉崎りか                                 | 松すみれ      | 佐々木香里奈 | 一色百音          | 中山エリス                        | 椎名くるみ                                                   |
| 2010 | 福音未来        | Hitomi                                   | 松乃涼            | Hitomi                         | 七色あん        | 七色あん          | 周防ゆきこ                               | 優希まこと    | 小嶋ゆい菜   | 花村沙知          | 西真奈美                          | 佐山愛                                                       |
| 2011 | かすみりさ      | 菅野さゆき                               | 前田優希          | 峰なゆか 西野翔                |                 |                   |                                          |               |              |                   |                                   |                                                              |

## 主なシリーズ
- 超高級中出し専門ソープ(2014年-)
- 家、いきなり行ってイイですか？(2021年-)
- 巨乳連れ子を一生分ヤリ貯めした。(2021年-。監督:ドラゴン西川、トレンディ山口)
- 僕を助けてくれる幼なじみがいじめっこに犯されているのを見て勃起した(2017年-2022年)
- はじめて彼女ができたので幼なじみとSEXや中出しの練習をする事にした(2020年-2023年)
- 姉の挑発を真に受けた童貞弟がイッてるのに気づかず爆走ピストン(2018年-2023年)
- 女教師レイプ輪姦(2006年-2023年)
- 絶頂微乳スレンダーA(2015年-2022年。監督:五右衛門、Eight)
- MOODYZファン感謝祭 バコバコバスツアー(2003年-)
- ドリームウーマン(2002年-2015年、2025年。主な監督:黒澤あらら)

### 過去の主なシリーズ
- 1日10回射精しても止まらないオーガズムSEX(2011年-2019年)
- 真性中出し(2007年-2013年、70作以上)
  - はじめての真性中出し
- 初セル(2005年-2009年)
- 新星(2005年-2010年)
- 最高のオナニーのために(-2011年)
- SEX革命(2005年-2006年)
- 6本番(2005年-2007年)
- Sex On The Beach(-2012年)
- 激ピストン
- 究極3P×4本番(2007年)
- ドリームアイドル(2006年3月-2007年3月、19作品)
- 極乱交(2006年-2012年)
- 拷問くらぶ(2005年-2007年)
- 使い捨てM奴隷(2003年-2006年、36作品)
- 黒人とセックス(2003年-2008年)
- 強精中出しエロ玩具(-2008年)
- ゴックンランド(2005年-2006年)
- 男汁バイキング(2005年、2011年、2015年)
- 実話輪姦(2005-2006, 5作品)
- 石橋渉の素人生ドル(2005年-2019年)
- 乳首をず〜っとこねくりっ放し性交(2017年8月-2018年、監督:五右衛門)
- チンポを見たがる女たち(2003年-2009年7月、37作品、監督:藤沢いずみ)
- デジタルモザイク(2002年4月15日-2006年1月1日、92作品)
- ハイパーデジタルモザイク(2005年-2008年、86作品)
- パイパンハイパーデジタルモザイク(2005年11月-2008年)
- ドリーム学園(2001年7月-2010年9月、13作品、監督:清水大敬)
- ぶっかけ中出しアナルFUCK!(2002年-2017年)
- 石橋渉のHUNTING
- クリムゾンガールズ

## MOODYZ忘年会
2001年より開催。2003年まではMOODYZの単独の開催であったが、2004年にはMOODYZの販売業務を委託しているアウトビジョンが主催し、他メーカーと合同で行われた。「MOODYZ年末大感謝祭」という名称で開催されている年や、翌年1月に「新年会」として開催された年もある。2007年12月、大坪ケムタは、「AV界最大の年末イベント」と評した。
2001年

12月27日、渋谷の「ネプシス」というレストランで開催。参加者は217名。
- MOODYZ大賞 『ドリーム学園2』- 監督:清水大敬。
- 最優秀監督賞 清水大敬
- 最優秀女優賞 小泉麻由
- 女優部門特別賞 百華、京野真里奈

2002年

12月18日、恵比寿のイベントホールで開催。参加者400名超え、うち女優70名以上参加。
- MOODYZ大賞 『ドリーム学園5』- 監督:清水大敬。
- 最優秀監督賞 黒澤あらら
- 最優秀女優賞 及川奈央
- 最優秀新人賞 紋舞らん
- 女優部門特別賞　ムーディーズ娘。(Saiko、紋舞らん、百華、京野真里奈、藤木那奈、蒼吹雪、雪野小春)
- 作品部門特別賞
  - 『妄想犯 − ひなこを捕まえて本番しませんか？』(監督:赤木繁)
  - 『史上最高の痴漢電車で本物痴漢を捕まえろ！』(監督:長谷川勝之)

2003年

12月17日、恵比寿の某イベントホールにて。正確に数えられてないが、参加者は700名超え。
- MOODYZ大賞 『デジタルモザイク Vol.011』 - 監督:サバス堀中。出演:南波杏。
- 最優秀監督賞 黒澤あらら - 2年連続の受賞。
- 最優秀女優賞 南波杏
- 最優秀新人賞 君嶋もえ
- 女優部門特別賞 鈴木麻奈美
- 作品部門特別賞 「チンポを見たがる女たち」シリーズ
- ベストセールス賞 ドリーム学園

2004年

12月22日、新宿の某一流ホテルにて、ムーディーズの販売業務を委託しているアウトビジョン主催で、他メーカーと合同で行われた。女優が100人以上参加。
- MOODYZ大賞 『デジタルモザイク Vol.037』 - 監督:宇佐美忠則。出演:来生ひかり。
- 最優秀監督賞 KINGDOM
- 最優秀女優賞 南波杏
- 最優秀新人賞 遥優衣
- MOODYZ作品賞 
  - 『ぶっかけ中出しアナルFUCK！』 南波杏
  - 『最高のオナニーのために』彩名杏子
  - 『地上最後の楽園 風俗島』南波杏、春菜まい、朝比奈ゆい
  - 『デジタルモザイク Vol.５１ 黒沢愛Special』
  - 『デジタルモザイクVol.０３０』彩名杏子
- 監督賞 秋秀人、宇佐美忠則、黒澤あらら、長谷川勝之、吉野文鳥
- 女優賞 来生ひかり、小泉キラリ、彩名杏子、遥優衣、春菜まい
- 新人女優賞 上原美紀、nana、野々宮りん、MIREI、藤崎楓、真弓あゆ
- 作品部門特別賞
  - ぶっかけ中出しアナルFUCK！ - 出演女優：南波杏、監督：長谷川勝之。
  - どすこい - 出演女優:吉永ゆりあ、小泉キラリ、春菜まい、三上翔子、桜田さくら、田村麻衣、朝倉なほ、神崎優。監督：松原八雲。
  - 無期懲役痴女刑務所 - 出演女優:伊集院沙羅、森咲小雪、一ノ瀬悠、北山静香、風野チカ、Aｏi、酒井ちあき、夢村早紀。監督：KINGDOM。
- 女優部門特別賞 小泉キラリ、藤崎楓。
- スタッフ部門特別賞 カメラマン坂巻良亮 『ドリームウーマンVOL.43』『淫謀痴女大統領』

2005年

ムーディーズ年末大感謝祭。
参加メーカーは、ムーディーズ、エスワン、アイデアポケット、アタッカーズに加えて、 CROSS、エムズビデオグループ、オペラが参加し、さらに2006年スタート予定の溜池ゴロー、しのだプロジェクト、プレミアムも参加した。
- ムーディーズ
  - ムーディーズ大賞 『エロスの王宮』(出演：小森美樹、綾乃梓、滝沢優奈、原千尋、姫咲しゅり、瀬戸準。監督：KINGDOM)
  - 最優秀監督賞 石橋渉監督
  - 最優秀女優賞 南波杏
  - 最優秀新人賞 吉岡なつみ
  - 特別賞 沙雪、紅音ほたる

- エスワン
  - エスワン大賞 『セル初ギリギリモザイク あいだゆあ』(監督：秋秀人)
  - 最優秀女優賞 蒼井そら
  - 最優秀新人賞 小澤マリア

- アイデアポケット
  - アイデアポケット大賞 『First Impression　永井レナ』(監督：宇佐美忠則)
  - 最優秀監督賞 AZNA（あずな）監督
  - 最優秀女優賞 中野美奈
  - 特別賞 城崎めぐ

- アタッカーズ
  - アタッカーズ大賞：『奴隷島』(出演:姫咲しゅり、水咲涼子、風間恭子。監督:なぎら健造)
  - 最優秀監督賞：長谷川勝之監督
  - 最優秀女優賞：上原留華

- マドンナ
  - マドンナ大賞:『愛欲の未亡人』(出演：愛染恭子、監督：HiroA)
  - 最優秀女優賞: 愛染恭子

2006年

MOODYZ年末大感謝祭2006。参加メーカーは、ムーディーズ、エスワン、アイデアポケット、アタッカーズ、マドンナ、クロス、エムズ、オペラ、YeLLOW、はじめ企画、溜池ゴロー・しのだ、プレミアム、Ｖ・kawaii*、未満、ひまわり企画、BEAUTY、kirakira。
- 監督
  - 最優秀監督賞 秋秀人
  - 第2位 宇佐美忠則
  - 第3位 溜池ゴロー
  - 第4位 なぎら健造
  - 第5位 芳賀栄太郎

- 女優
  - 最優秀女優賞 麻美ゆま
  - 第2位 穂花
  - 第3位 青木りん
  - 第4位 峰なゆか
  - 第5位 白石さゆり

- 作品賞
  - 最優秀作品賞『現役アイドル　ギリギリモザイク 青木りん』(S1)
  - 第2位『新人 ギリギリモザイク 麻美ゆま』(S1)
  - 第3位『セル初 ギリギリモザイク 穂花』(S1)
  - 第4位『現役アイドル ギリギリモザイク 果梨』(S1)
  - 第5位『ディープインパクト 穂花』(プレミアム)

2007年

MOODYZ年末大感謝祭2007。25メーカーが参加。参加メーカー: ムーディーズ、アタッカーズ、アイデアポケット、マドンナ、エスワン、CROSS、エムズビデオグループ、プレミアム、オペラ、溜池ゴロー、しのだプロジェクト、イエロー、BEAUTY、V、未満、はじめ企画、kawaii*、kira☆kira、ダスッ!、アニマリージョ、カッコイイ!、無垢、E-BODY、アンナと花子、OPPAI。
- 作品賞
  - 最優秀作品賞　『ハイパー×ギリギリモザイク×4時間 ハイパーギリギリモザイク みひろ』（エスワン）
  - 第２位　『解禁×ハイパー×ギリギリモザイク ハイパーギリギリモザイク 吉沢明歩』（エスワン）
  - 第３位　『新人×ギリギリモザイク AV了解 初音みのり』（エスワン）
  - 第４位　『現役アナウンサー衝撃！！実名AVデビュー 田中亜弥』（ムーディーズ）
  - 第５位　『新人×ギリギリモザイク ミス湘南ギリギリモザイク 浜名優衣』（エスワン）
  - 第６位　『ギリギリモザイク 妻みぐい ゆまと穂花との共同生活 穂花 麻美ゆま』（エスワン）
  - 第７位　『新人×ギリギリモザイク NO.1 STYLE かすみりさ』（エスワン）
  - 第８位　『超絶品ボディーSPECIAL 峰なゆか 水元ゆうな 妃乃ひかり @YOU』（ムーディーズ）
  - 第９位　『誘惑女教師 穂花』（プレミアム）
  - 第10位　『新人×ギリギリモザイク 新人ギリギリモザイク 美優千奈』（エスワン）
- 女優賞 
  - 最優秀女優賞 吉沢明歩
  - 第2位 みひろ
  - 第3位 穂花
  - 第4位 麻美ゆま
  - 第5位 田中亜弥
  - 第6位 初音みのり
  - 第7位 美優千奈
  - 第8位 かすみりさ
  - 第9位 白石さゆり
  - 第10位 真央♪
- 監督賞
  - 最優秀監督賞 秋秀人
  - 第2位 宇佐美忠則
  - 第3位 溜池ゴロー
  - 第4位 坂東清四郎
  - 第5位 桜吹雪

2008年

MOODYZ年末大感謝祭 2008。協賛メーカー37社。メーカーは、嵐を呼ぶスーパーガール、アイデアポケット、アタッカーズ、ムーディーズ、レッド、オペラ、マドンナ、カルマ、エスワン ナンバーワンスタイル、クロス、エムズビデオグループ、プレミアム、しのだ、kawaii、ZONE、未満、BRAVO、kira☆kira、ダスッ！、ANIMALIJO、カッコイイ！、無垢、Men’s Heaven、E-BODY、アンナと花子、Kichu、OPPAI、もっこりテレビ、乱丸、胸キュン喫茶、MUTEKI、BeFree、美、はじめ企画、ヴィ、YeLLOW、溜池ゴロー。
- 女優賞
  - 最優秀女優賞 初美りおん
  - 女優賞2位 吉沢明歩
  - 女優賞3位 Rio
  - 女優賞4位 穂花
  - 女優賞5位 麻美ゆま
  - 女優賞6位 恋小夜
  - 女優賞7位 冬月かえで
  - 女優賞8位 初音みのり
  - 女優賞9位 二宮沙樹
  - 女優賞10位 吉崎直緒
- 作品賞
  - 最優秀作品賞『学校でしようよ! 初美りおん』
  - 2位『セル初×ギリギリモザイク×4時間 ギリギリモザイク Rio』
  - 3位『ハイパー×ギリギリモザイク 特殊浴場TSUBAKI8時間』
  - 4位『Wギリギリモザイク』
  - 5位『超絶品ボディSPECIAL 青木玲 峰なゆか 佐藤江梨花 浜崎りお』
  - 6位『完全限定生産×ハイモザver2.1 ハイパーギリギリモザイクMV 吉沢明歩』
  - 7位『MOODYZファン感謝祭 バコバコバスツアー 2008 超！極乳天国へようこそ！！』
  - 8位『CMタレント×ギリギリモザイク 新AVスタイル！ 初音みのり』
  - 9位『First Impression 沖田はづき』
  - 10位『FIRST IDEAPOCKET 恋小夜 解禁』
- 監督賞
  - 最優秀監督賞 宇佐美忠則
  - 2位 秋秀人
  - 3位 キョウセイ
  - 4位 [Jo]Style
  - 5位 ザック荒井
  - 6位 なぎら健造
  - 7位 南★波王、HOKUSAI
  - 8位 赤道直下
  - 9位 はじめ
  - 10位 モヒカル

2012年

2013年1月に新年会として開催。
- 最優秀作品賞 『MOODYZファン感謝祭 バコバコバスツアー2012』 - 大槻ひびきら、琥珀うたら。
- MOODYZ最優秀女優賞 大橋未久
- 乱丸賞 琥珀うた
- MOODYZ最多出演賞 大槻ひびき、琥珀うた、さとう遥希(五十音順)

2013年
- 最優秀作品賞 琥珀うた
- 最優秀女優賞 大橋未久
- MOODYZ賞 友田彩也香、琥珀うた、大槻ひびき
- 乱丸賞 琥珀うた
- MOODYZ最多出演女優賞 大槻ひびき、さとう遥希
- Kirakira賞 泉麻那
- 美賞 桜木凛

2014年
- 最優秀作品賞 『MOODYZファン感謝祭 バコバコバスツアー2014 南国バコバコランド大乱交!!』- 上原亜衣、湊莉久、桜井あゆら。
- ZUKKON BAKKON賞 湊莉久
- MOODYZ賞 湊莉久
- 本中賞 上原亜衣
- イベント集客賞 大槻ひびき
- MOODYZチーム最多出演賞 桜井あゆ

2015年
- 最優秀作品賞 『MOODYZファン感謝祭 バコバコバスツアー2015 1泊2日でイクッ!夢の大乱交AVオールスターズ!!』 - JULIA、波多野結衣、川上ゆうなど。
- 最優秀女優賞 初川みなみ
- 本中賞 上原亜衣
- OPPAI賞 JULIA
- ワンズファクトリー賞 つぼみ
- kira☆kira賞  丘咲エミリ
- 痴女ヘブン賞 川上ゆう
- イベント集客賞 つぼみ
- MOODYZチーム最多出演賞 波多野結衣

2016年
- 最優秀女優賞 初川みなみ
- ムーディーズ賞 麻里梨夏
- 溜池ゴロー賞 並木塔子
- 最優秀エムズ賞 あおいれな
- 最優秀ワンズファクトリー賞 あべみかこ
- 最優秀痴女ヘブン賞 水野朝陽
- MOODYZチーム最多出演賞 AIKA、吹石れな、あべみかこ

2017年
- 最優秀作品賞 監督:五右衛門。椎名そら。
- 最優秀女優賞 高橋しょう子
- ムーディーズ賞 椎名そら
- 痴女ヘヴン賞 椎名そら
- イベント集客賞 高橋しょう子

2018年
- 最優秀作品賞 『姉の挑発を真に受けた童貞弟がイッてるのに気づかず爆走ピストン 有坂深雪』(監督:旗大漁、メーカー:ムーディーズ)
- 最優秀監督賞 ドラゴン西川
- 最優秀女優賞 高橋しょう子
- 最優秀新人賞 七沢みあ
- VR賞 水卜さくら
- MOODYZチーム最多出演賞 河南実里、美谷朱里
- 最優秀kira⭐︎kira賞 桜アン
- エムズ賞 高杉麻里
- 本中賞 宮崎あや

2019年
- 最優秀監督賞 ドラゴン西川
- 優秀監督賞 ザック荒井、ZAMPA。
- 最優秀女優賞 七沢みあ
- 最優秀新人賞 日下部加奈、TAKE-D監督
- MOODYZチーム最多出演賞 河南実里、美谷朱里
- 最優秀VR賞 水卜さくら
- エムズビデオグループ賞 根尾あかり
- ワンズ賞 桐谷まつり
- プレミアム賞 竹内有紀
- OPPAI賞 JULIA
- 最優秀kira☆kira賞 今井夏帆
- 最優秀痴女ヘブン賞 蓮実クレア
- 最優秀イベント集客賞 山岸逢花
- イベント集客賞 つぼみ

2023年

新型コロナによる緊急事態宣言のあった2020年は開催されず、2023年になって4年ぶりに復活した。
- 最優秀監督賞 ドラゴン西川
- MOODYZ最優秀女優賞 石川澪
- MOODYZ最優秀レジェンド女優賞 七沢みあ
- 最優秀kira☆kira賞 藤森里穂
- 最優秀E-BODY賞 羽月乃蒼
- 最優秀溜池ゴロー賞 天海つばさ
- 最優秀ワンズファクトリー賞 佐山愛
- 最優秀エムズビデオグループ賞 末広純
- MOODYZチーム最多出演女優賞 弥生みづき、倉本すみれ、新井リマ、森沢かな
- このAV女優がすごい! 乙アリス
- 最優秀素人女の子賞 優梨まいな
- ナイスボディ賞 水卜さくら

2024年
- 2024年最優秀作品賞 『MOODYZファン感謝祭 バコバコバスツアー2024 AV男優発掘＆育成スペシャル！！ AV男優を目指す素人16名とAV女優16名の1泊2日大乱交ツアー！』
- 最優秀監督賞 豆沢豆太郎、ドラゴン西川
- 最優秀女優賞 Himari
- 最優秀新人女優賞 Himari、泉ももか、白岩冬萌、輝星きら
- 新人女優賞 百田光稀
- 最優秀kawaii*賞 ひなたなつ
- 最優秀kira☆kira賞 黒咲華
- 最優秀E-BODY賞 莉々はるか
- 最優秀エムズ賞 根尾あかり
- 最優秀OPPAI賞 楪カレン
- 最優秀溜池ゴロー賞 夢実かなえ
- 最優秀ワンズファクトリー賞 JULIA
- 最優秀本中賞 松本いちか
- 最優秀痴女ヘブン賞 春陽モカ
- 売上賞 八木奈々
- 最優秀広報活動賞 葵いぶき
- MOODYZ専属功労賞 小野六花